# 女難
女難（じょなん）とは男性が女性に関することで災いを受ける事である。

## 概説
女難とは女性に関する災い全体を指す用語であるが、田山花袋に「明治文壇に於ける初の肉慾小説である」と言わしめた国木田独歩の『女難』などセクシュアルな意味合いを持った用語でもある。
若い男性の中には「女にもてて何が悪い」と誤解する人もいるが、そもそも女難で問題となるのは女性に人生を振り回されて自らの行動に自由がなくなってしまうことである。
原因に関しては様々な俗説があるがはっきりしない。例えば「女に対して甘いから」や、「純粋すぎるがゆえに女に騙されてしまうから」や、「意志が弱く女性からの誘いを断れないから」と言われるが、一般的な調査があるわけではなく個人的経験や憶測に寄る所が大きい。
女難を多く受ける男性は女性で社会的に拘束される（あるいは本人自身が心理的な問題を抱えている）ことが多いと言われ、本人のためには解決するのが望ましいと忠告される。だが、「女性による価値決定を求める心理傾向」などがあるため根本的解決は難しい。
また、妻に関しても頭が上がらない人も多く、多く女難であると言われるが、これに関しては絶対数が多いため同情論が多い（恐妻家の項目も参照）。

## 分類
災いを受ける側と、災いを与える側が、男であるか女であるかに関係がない災難は、男が女によって災難にあっても、女難と言われることは少ない。また、男と女が互いに嫌いあった結果、災難が生じても、あまり女難とは言われない。女難とは、次の3つのケースがほとんどである。
男が一方的に女に好意を抱いている場合。
男が悪意を持った女に誘惑された結果、財産、地位、名誉などを棄損される(ハニートラップ参照)。強引に、ないし道徳に背いてなどの手段で、女に迫り、あるいは関係を持った結果、女のパートナーや関係者等から報復される、など。
男が女から一方的に好意を抱かれている場合。
女から好意を示されるが、それに応じなかった結果、逆恨みされ、攻撃される(安珍・清姫伝説など)、など。
双方が好意を抱いている場合。
何らかの理由で思いを遂げることができないため、心中を行う。駆け落ちした結果、不遇に陥ってしまう、など。